# Bristol F.2 Fighter

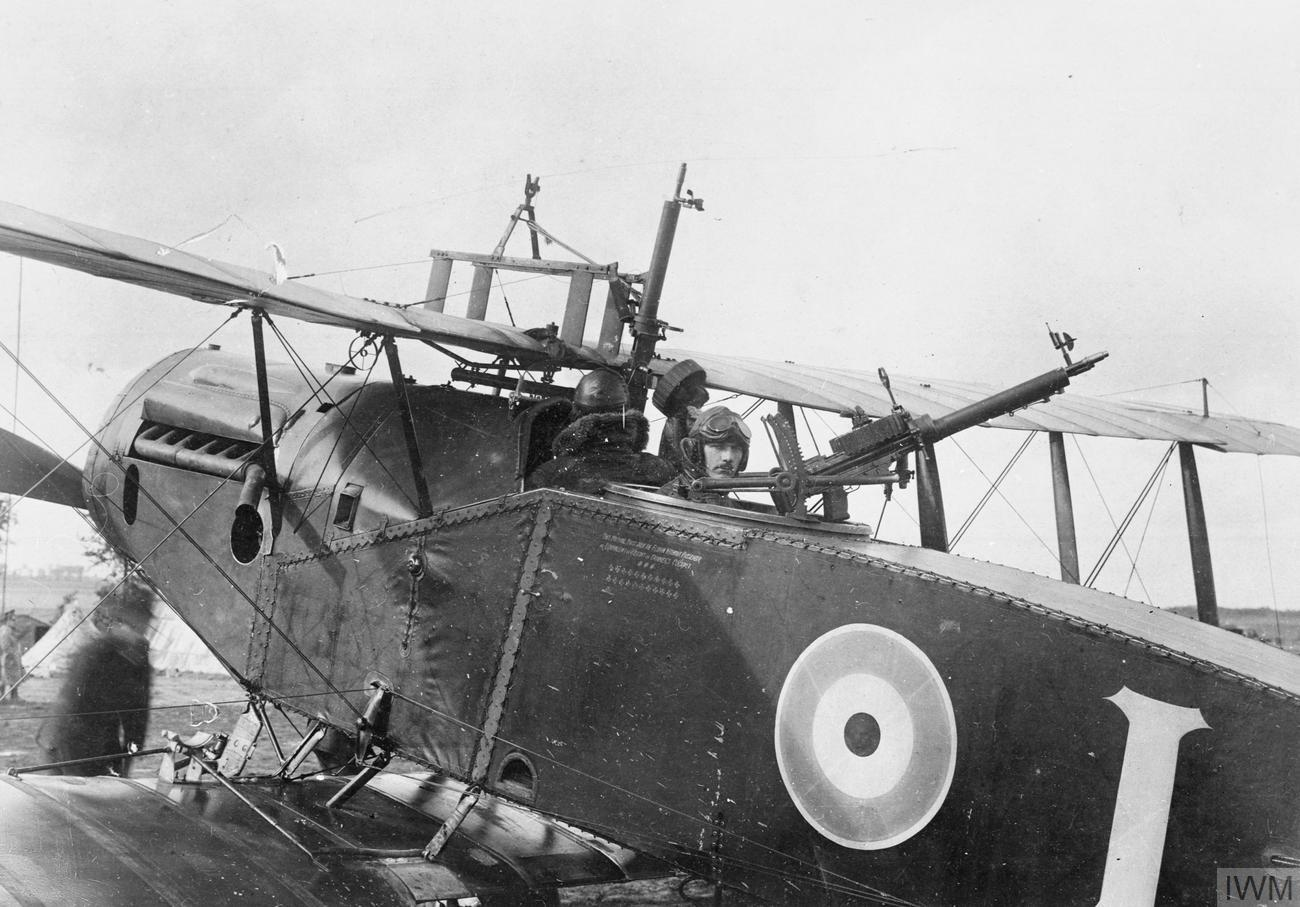
Zicht op de schutter achter de piloot

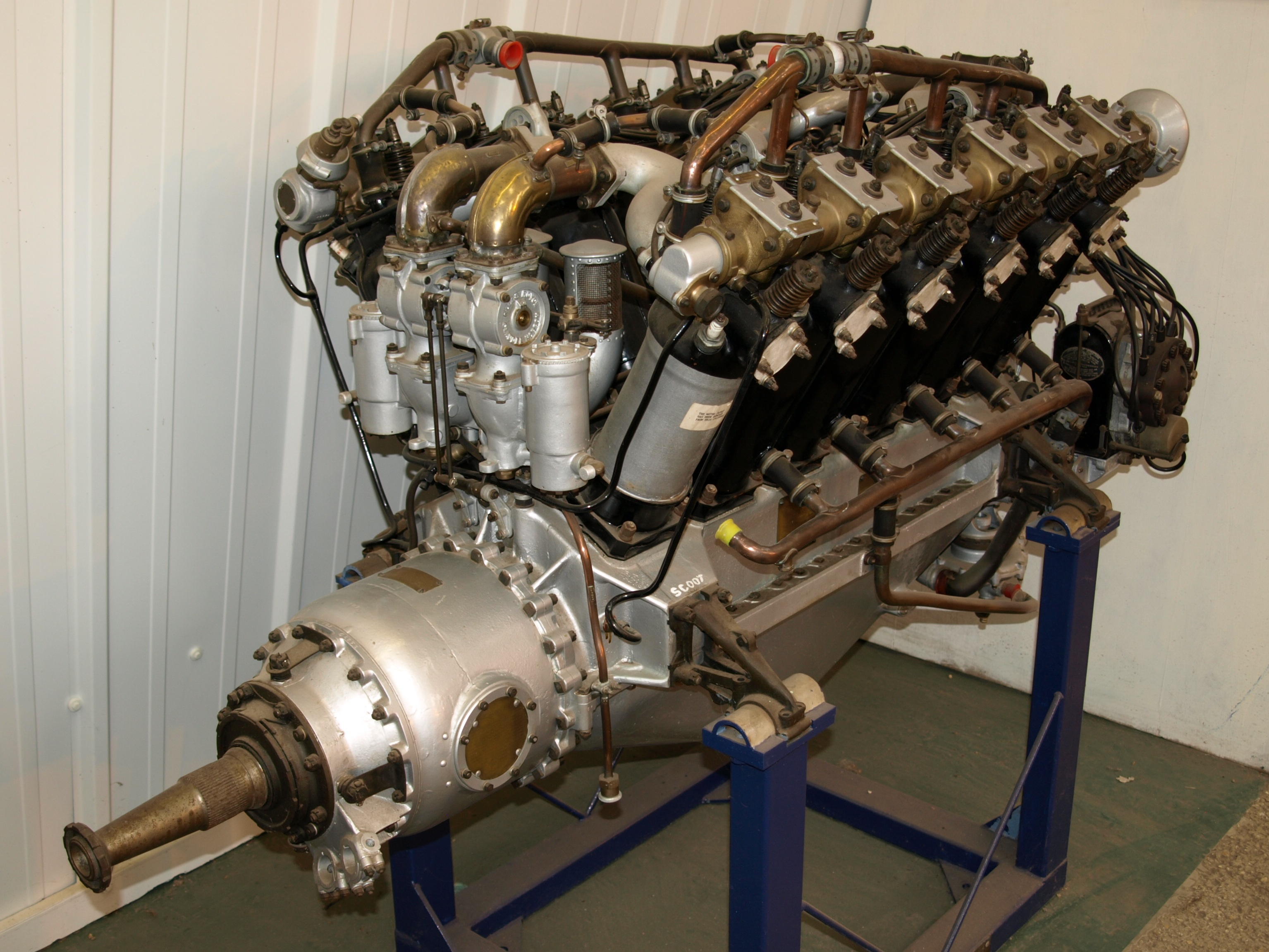
De Rolls-Royce Falcon motor

De Bristol F.2 Fighter was een eenmotorig gevechtsvliegtuig, ontworpen en geproduceerd door de Britse vliegtuigfabrikant Bristol Aeroplane Company.
De F.2 werd in de Eerste Wereldoorlog ingezet als verkenningsvliegtuig. Het moest deze rol overnemen van de verouderde Royal Aircraft Factory B.E.2c toestel. De Fighter werd uitgerust met de nieuwe Rolls-Royce Falcon V12 motor die het de prestaties gaf van een gevechtstoestel. De bemanning bestond uit twee personen, een piloot en een waarnemer /schutter.
Bij de eerste acties verloor het van de Duitse toestellen, maar dit was vooral het gevolg van de positie van het machinegeweer achter de piloot. Van de ervaring werd snel geleerd en de piloot kreeg voor hem een machinegeweer en dit maakte het toestel een geduchte tegenstander. Het was een robuust toestel dat tot in de jaren dertig van de 20e eeuw bij de Royal Air Force (RAF) in gebruik is gebleven.

## Ontwikkeling
In de herfst van 1915 gaf de Royal Flying Corps (RFC) opdracht een vervanger te ontwikkelen voor de Royal Aircraft Factory B.E.2c. De belangrijkste taak was verkenning, maar het moest zich ook kunnen verdedigen in een luchtgevecht.
In maart 1916 begon Frank Barnwell van de Bristol Aeroplane Company aan een ontwerp. Barnwell baseerde zijn ontwerpen op een 120 pk motor van Beardmore en een Hispano-Suiza motor van 150 pk. De waarnemer en piloot werden zo dicht als mogelijk bij elkaar geplaatst om de communicatie te optimaliseren. Nog voor de bouw kwam de Rolls-Royce Falcon motor beschikbaar en Barnwell paste zijn ontwerp aan. In juli 1916 startte de bouw van een paar prototypes en al op 28 augustus 1916 werd een eerste contract gegund voor 50 productievliegtuigen van het type F.2A. Op 9 september 1916 was de eerste vlucht van het prototype met de Falcon-I motor boven Filton. Op 25 oktober 1916 volgde het tweede prototype met de Hispano-Suiza motor.
Na 52 F.2A-vliegtuigen stapte het leger over op de F.2B. De tweede versie vloog op 25 oktober 1916 voor de eerste keer. De eerste 150 F.2Bs werden aangedreven door de Falcon I of Falcon II motor, maar de rest was uitgerust met de Falcon III motor van 275 pk (205 kW). Het extra vermogen gaf de F.2B een hogere snelheid ten opzichte van de F.2A, en een hogere klimsnelheid. De F2.B kon zo'n 3 uur in de lucht blijven.
De F.2 was bewapend met één gesynchroniseerd vastzittend en vooruit schietend .303 inch (7,7 mm) machinegeweer. De waarnemer, achter de piloot, had één, maar soms twee, flexibele .303 inch Lewis machinegeweer op een ring.

## Inzet
In december 1916 waren de eerste leveringen van de F.2A voltooid. De eerste offensieve actie waarbij de F.2A de frontlinie overschreed vond plaats op 5 april 1917. De allereerste F.2A-patrouille van zes vliegtuigen nam het op tegen vijf Duitse Albatros D.III’s toestellen. Vier van de zes F.2A's werden neergeschoten en een vijfde werd zwaar beschadigd. De F2.A had nog geen vast machinegeweer op de neus en de piloot moest het toestel manoeuvreren om het doel in het vizier van de waarnemer te krijgen.
De piloten vonden het toestel wel een sterk en wendbaar vliegtuig. Met de introductie van het tweede machinegeweer voor de piloot werd dit het primaire wapen en kon de waarnemer bescherming bieden tegen aanvallen van achteren. Op deze wijze nam het succes van het toestel toe. Vanaf mei 1917 ging de F.2B de F.2A vervangen. In juli 1917 besloot het War Office de F.2B in te zetten bij alle gevechtsvliegtuig-squadrons, wat leidde tot een aanzienlijke toename van de productie. In het najaar van 1917 bestelde de war Office 1600 F.2Bs. Bristol alleen kon niet aan deze vraag voldoen. In totaal zijn 5329 vliegtuigen gebouwd, meestal door Bristol maar ook door Standard Motor Company, Armstrong Whitworth en zelfs de Cunard Steamship Company. Aan het einde van de Eerste Wereldoorlog had de RAF er 1583 F.2B's in dienst.
Na de oorlog bleef het vliegtuig in gebruik, in het bijzonder het Midden-Oosten en India. Om onder deze warme omstandigheden te kunnen opereren kreeg het grotere radiatoren. De F.2B kwam ook in dienst van de luchtmachten van Nieuw-Zeeland, Australië, België, Canada, Ierland, Griekenland, Mexico, Noorwegen, Peru, Spanje en Zweden. België kocht een aantal F.2Bs en SABCA kreeg een licentie om het vliegtuig te produceren.
In 1920 kocht Polen 106 Fighters en werd het de tweede grootste gebruiker van dit vliegtuigtype. Veertig jagers werden gebruikt tijdens de Pools-Russische Oorlog (1919-1921) onder andere in de Slag om Warschau, en voerden ook verkenningsmissies uit. De RAF nam de F2.B uit dienst in 1932.